# Kamassz nyelv
A kamassz nyelv az uráli nyelvcsalád legújabban kihalt tagja. 1985-ben a Sziktivkari Finnugor Konferencián még bemutatták a konferencia résztvevőinek az utolsó kamassz asszonyt, aki bár nem beszélt folyékonyan, mégis emlékezett még nagyszüleinek nyelvéből néhány mondatra. Plotnyikova asszony 1989-ben halt meg, azóta a kamassz kihaltnak tekinthető. A Szajáni hegységben élt nép egyrészt az erősödő oroszba, másrészt a szintén őshonos hakasz (köztörök/türk nyelv) népbe olvadt bele.
A kamassznak nem volt soha irodalmi változata, és iskolai oktatás sem folyt ilyen nyelven. Az I. világháború után a kamassz mint aktívan használt nyelv valószínűleg megszűnt létezni; 1925-re már nem lehetett a nyelvet aktívan használó embertől gyűjteni, bár passzív, nem folyékony nyelvismeret még a 20. század végéig jelen volt.

## Kamassz sirám
Népköltészetének sajátos darabja – és sajnos egyetlen megmaradt nagyobb példája – a „kamassz sirám”, ezt 1914-ben rögzítette Kai Donner fonográfra. Adatközlője (Avdajeka Andzsigatova) az egyik volt az utolsók közül, akik még folyékonyan tudták beszélni a nyelvet. A sirámban elpanaszolja: „Nagy nemzetségemből egyedül maradtam”, és a régi, elveszett életvitelüket is leírja, annak pusztulását. Ami ennek a dalszövegnek a hátterét illeti: a nyelvcserén túl, a kamasszok korábbi nomadizáló rénszarvastartása éppen ebben az időben lehetetlenült el immár annyira (rénszarvasjárvány), hogy végleg fel kellett adni. Megszűnt a nyári és a téli szálláshely közötti rendszeres éves nomadizálás, végleg letelepedtek a téli szálláshelyeiken, a megmaradt kevés rénszarvast szélnek eresztették, de még visszaemlékeztek az emberek a régi nomád életükre, a nyári legelők fehér hegyormaira.